# Петрович, Мария
Мария Петрович (род. 29 августа 1953) — сербская шахматистка, международный мастер (1981) среди женщин.
Чемпионка Югославии (1983 — делёж первого места с Сузаной Максимович, 1984). В составе сборной Югославии участница двух Олимпиад (1984, 1990 — за 2-ю сборную).

## Изменения рейтинга
| Графики недоступны из-за технических проблем. См. информацию на Фабрикаторе и на mediawiki.org. |